# Bombardement de Kharkiv en février 2022
Le 28 février 2022, une série de tirs de roquettes par les forces armées russes tue neuf civils et en blesse 37 autres au cours de la bataille de Kharkiv, qui fait partie de l'invasion russe de l'Ukraine. L'armée russe utilise des armes à sous-munitions lors de l'attaque. En raison de la nature aveugle de ces armes utilisées dans des zones densément peuplées, Human Rights Watch décrit ces frappes comme un possible crime de guerre.

## Attaque
Le 28 février 2022, pendant la bataille de Kharkiv, vers 10 h, l'armée russe tire des roquettes Grad sur trois zones résidentielles différentes à Kharkiv,. Neuf civils meurent. Quatre personnes sont tuées alors qu'elles quittaient un abri pour aller chercher de l'eau et faire des courses entre les couvre-feux ; une famille de deux parents et trois enfants sont brûlés vifs dans leur voiture. Les lieux touchés sont des immeubles résidentiels et une aire de jeux, dispersés entre Industrialnyi et Shevchenkivskyi District. Des explosions dans la ville sont enregistrées jusqu'à 14 h 23.

## Investigations
Human Rights Watch enquête sur l'attaque et conclut que les forces russes ont en fait utilisé des Smerch, roquettes à sous-munitions, qui dispersent des dizaines de sous-munitions ou de bombes dans les airs. Un traité international interdit les armes à sous-munitions en raison de leurs dégâts considérables et de leur danger pour les civils. Comme il n'y a aucune cible militaire à moins de 400 mètres de ces frappes, et en raison de la nature aveugle de ces armes utilisées dans des zones densément peuplées, Human Rights Watch suppose qu'il pourrait s'agir d'un crime de guerre russe.